# Hoting
Hoting ist eine Ortschaft (tätort) in der schwedischen Provinz Jämtlands län und der historischen Provinz Ångermanland in der Gemeinde Strömsund.
Hoting ist ein Verkehrsknotenpunkt zwischen Dorotea und Strömsund an der Europastraße 45. Im Bahnhof treffen sich die Inlandsbahn und die Bahnstrecke Hoting–Forsmo. Im Bahnhof Hoting befindet sich auch die Verkehrszentrale der Inlandsbanan AB für den gesamten Verkehr zwischen Gällivare und Mora.
Außerdem ist Hoting ein Industriestandort, vorwiegend in der Metallverarbeitung. Überregional bekannt ist der Ort durch sein Automuseum. Bis 1966 war Hoting Sitz der Gemeinde Tåsjö.

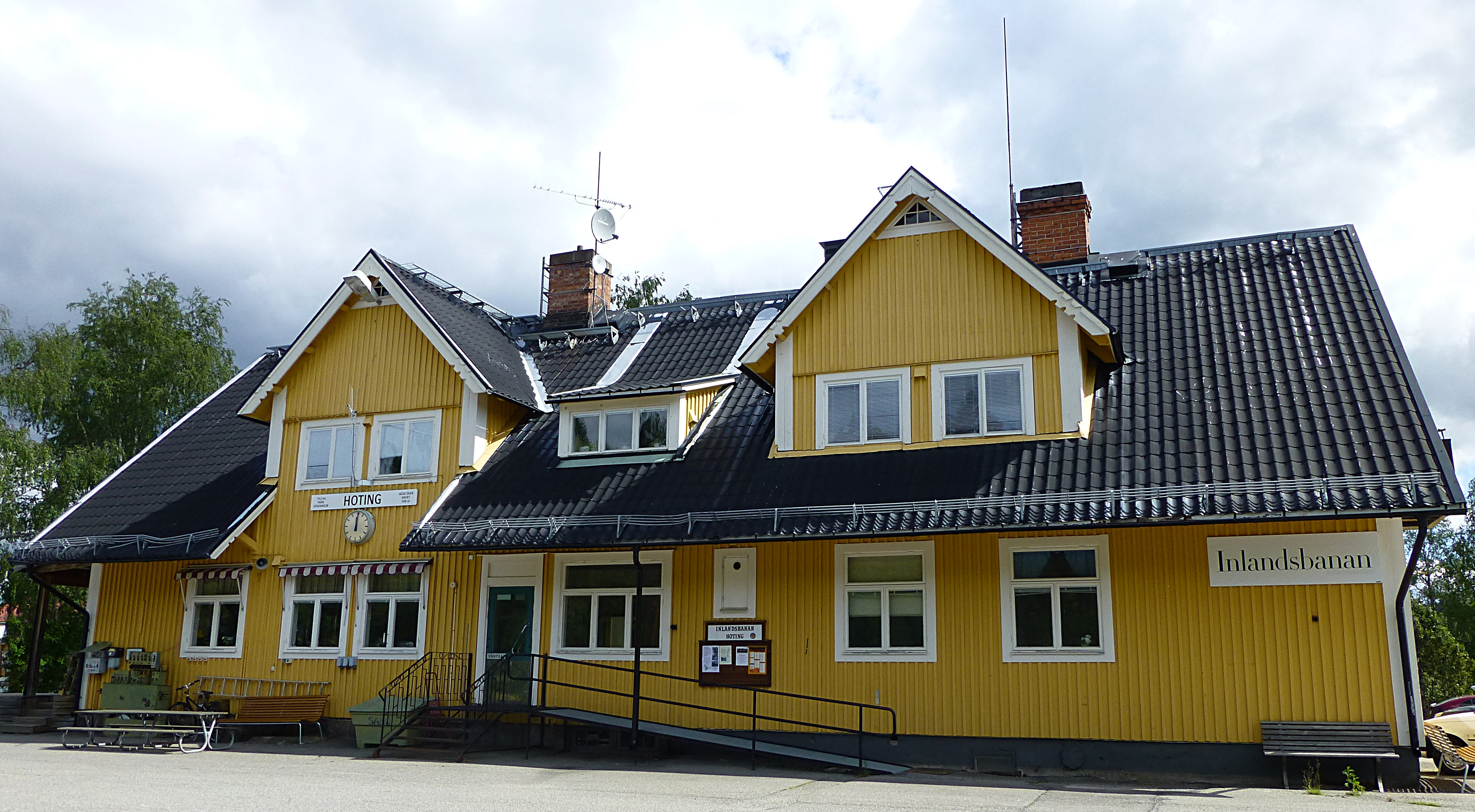
Bahnhof
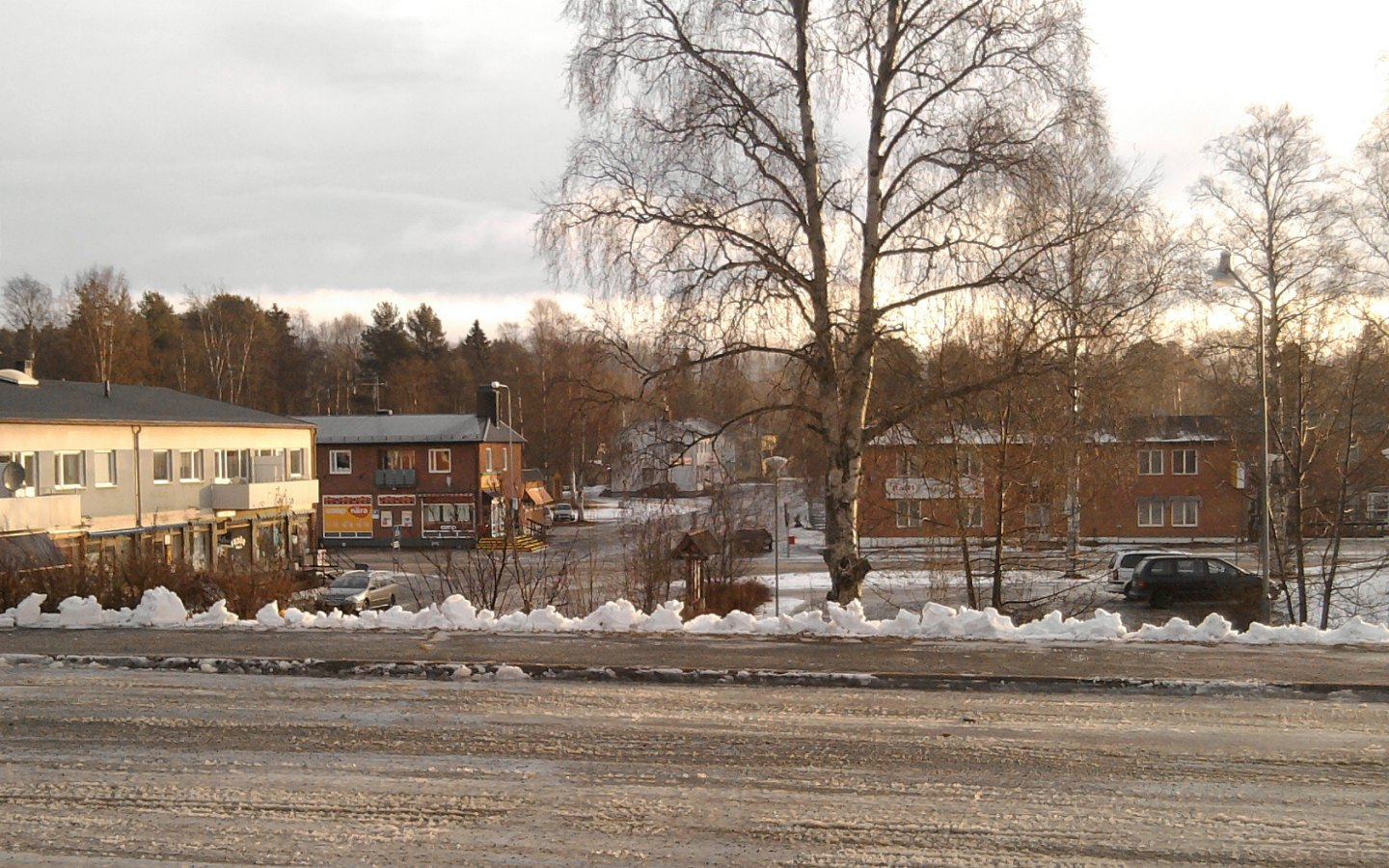
Zentrum